# Joan Blackham
Joan Blackham, född 15 maj 1946 i Wolverhampton, West Midlands, död 6 september 2020 i London, var en brittisk skådespelare. Blackham arbetade inom film, TV och teater.

## Filmografi
- Keep the Aspidistra Flying
- Bridget Jones dagbok
- Mothers and Daughters
- Twisted Sisters
- These Foolish Things
- The Sweeney
- The Knot
- Battle for Sevastopol

## TV
- The Fall and Rise of Reginald Perrin
- To the Manor Born
- Take a Letter, Mr. Jones
- Sweet Sixteen
- Chocky's Challenge
- Inspector Morse
- Judge John Deed
- Morden i Midsomer
- Doctors